# Tudou

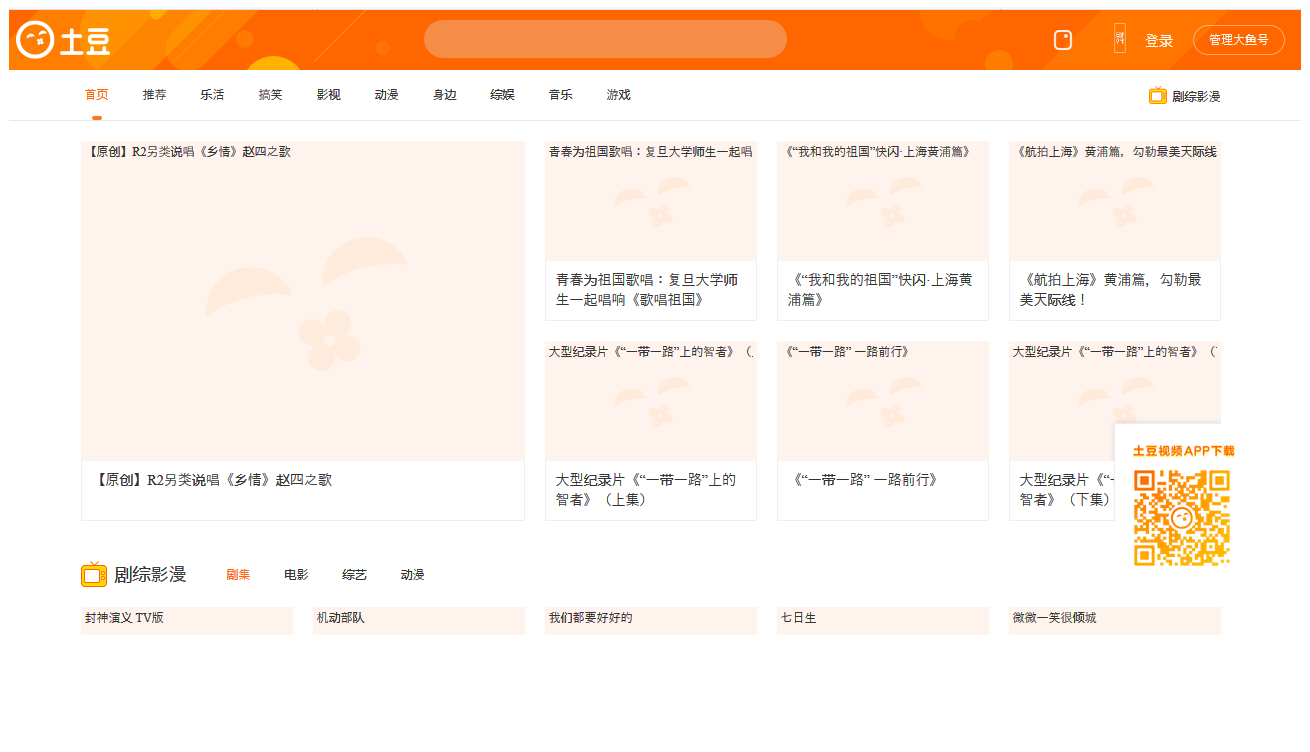

Tudou (chinois simplifié : 土豆网 ; chinois traditionnel : 土豆網 ; pinyin : Tǔdòu Wǎng ; litt. « Réseau de pommes de terre ») est un site internet d'hébergement de vidéo en République populaire de Chine.
En mars 2012, l'entreprise Youku rachète Tudou et devient par la suite la plus grosse plateforme de vidéo en ligne en Chine, sous le nom Youku Tudou.